# 豆子郎
株式会社豆子郎（とうしろう）は山口県山口市大内御堀に本部を置く和菓子製造販売企業。各種和菓子を扱うが、社名にもなっている「豆子郎」（山口外郎の生地に蜜炊きの大納言をちりばめた独自の和菓子）が代表的な商品となっている。

## 歴史
創業者の田原美介はもともと満州鉄道のエンジニアだったが、帰国後、日本の食事情を目の当たりにし、手に入る材料で美味しいものをつくりたいと考え、1948年（昭和23年）に創業。名前の由来は、元々菓子職人ではない素人が作ったこと、つまり「しろうと」のスラングである「トーシロー」に、大納言の「豆」、外郎の「郎」、そして外郎からうまれた「子」の字を当てたものである。また、「子」には、口当たりよく3口で美味しく食べきれるよう、拍子木状に子分けした意も込められている。1994年ころ、宮島町の鰐石橋近辺にあった本社工場を大内御堀のはるやま山口店そばの「茶藏唵」（さくらあん）に移転。2017年1月、県外唯一の横浜あざみ野店が品質管理が困難な為、閉店した。

## 商品
- 生絹豆子郎（すずしとうしろう）
- 豆子郎
- のんた

など

## CMソング
- 「豆子郎さん通りゃんせ」
  - 山口市の名所を数え歌風に織り込んだ歌詞となっている。1980年代から長年にわたり同じCMが放送されてきたが、2006年にハイビジョン撮影された新作に切り替わった。山口県内で放送されるCMで用いられており、山口ケーブルビジョンで放送している「アニメファーブル先生は名探偵」ではフルコーラスで聴くことができるCMがある。山口放送では長年にわたり、日曜夕方のローカルスポンサー（以前はNNN日曜夕刊→NNNニュースプラス1・サンデーの後のKRYニュース／現在はThe独占サンデー→真相報道 バンキシャ!前半枠）となっている。Tysでは「サンデーモーニング」の後半枠（ローカル枠）のスポンサーになっている。KRYでのCMの場合は、「八つ八坂さん通りゃんせ」のところでフェードアウトされる。
  - 地元サッカークラブ「レノファ山口FC」（2015年にJリーグ加入）の応援歌の一つであり、選手入場時にサポーターが「豆子郎さんとおりゃんせ」を歌っている。

## 商品の取扱店
「豆子郎」をはじめとした株式会社豆子郎が製造販売する各種和菓子は、山口県内であっても直営店でない一般の土産店や百貨店などでは一切取り扱っておらず、直営店のみでの販売となっている（山口県外では唯一神奈川県の直営店「横浜あざみ野店」（閉店）でのみ販売されていた）。